# Fabiola Pasten
Fabiola Pasten Cabral (Santa Cruz de la Sierra, Bolivia; 8 de abril de 1988) es una presentadora de televisión, periodista y abogada boliviana.
Pasten nació el 8 de abril de 1988 en la ciudad de Santa Cruz de la Sierra. Es hija del periodista deportivo chileno Juan Pasten y de Pimpa Cabral. Ingresó muy joven a la televisión boliviana como presentadora de programas infantiles en el canal Bolivisión.
Contrajo matrimonio con el presentador de televisión y periodista deportivo Richard Pereira, con el cual tuvo una hija. Pero años después se divorciaría de Pereira. Pasten trabajó como presentadora de noticias en el canal estatal Bolivia TV . Luego colaboró en el programa El deportivo junto a su padre en la red nacional Cadena A.
El 31 de enero de 2015, Pasten se casó con el empresario Franz Coscio.